# Barak 8
Barak 8 (česky: Blesk) je izraelsko–indický protiletadlový raketový komplet středního dosahu sloužící k obraně proti letadlům, vrtulníkům a řízeným střelám. Systém je vyvíjen ve spolupráci izraelské společností Israel Aerospace Industries (IAI) a indické Výzkumné a vývojové organizace obranných systémů (DRDO – Defence Research and Development Organisation). Je nástupcem izraelského systému Barak 1. Střela nejprve vznikla v námořní verzi. Pozemní verze systému nese označení MRSAM (Medium Range Surface to Air Missiles).

## Vývoj

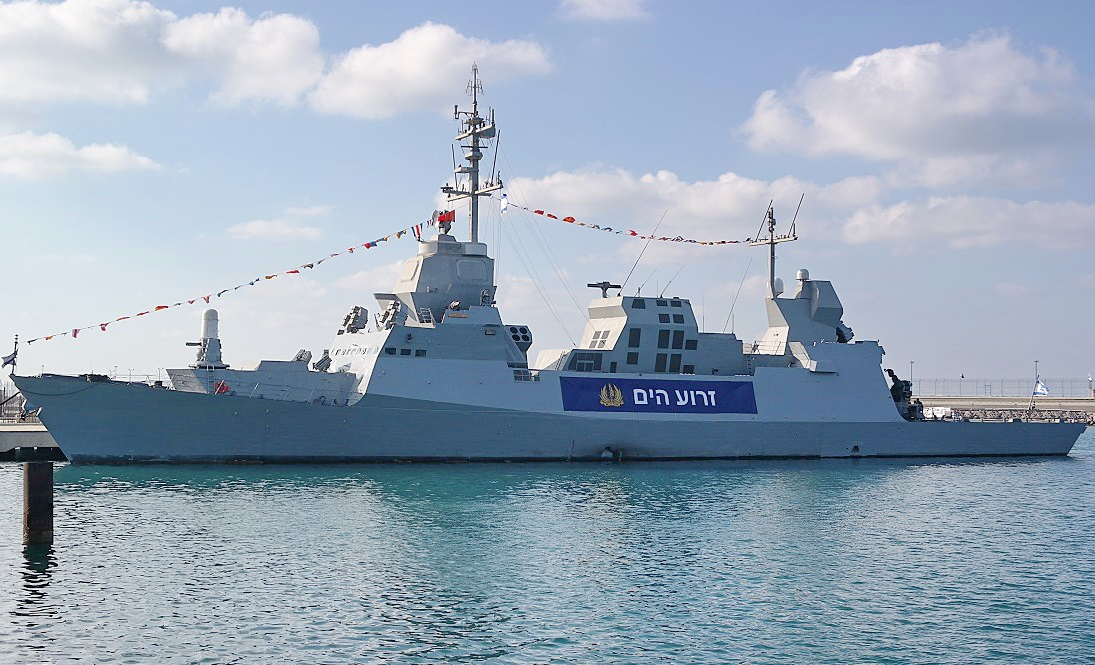
Korveta Lahav byla modernizována na nosič raket Barak 8

Vývoj střely byl zahájen roku 2007, přičemž její první test úspěšně proběhl v listopadu 2014. Mezi hlavní součásti systému patří raketa Barak 8 a výkonný radar EL/M-2248 MF-STAR kategorie AESA. Pro testování střel Barak 8 byla přestavěna izraelská korveta Lahav. První úspěšný odpal střely Barak 8 na ní proběhl v listopadu 2015.

## Barak MX
V roce 2018 představila společnost IAI vlastní verzi modulárního systému protivzdušné obrany označené jako Barak MX. Jedna se o pokročilý systém protivzdušné a protiraketové obrany, který poskytuje integrované řešení pro několik simultánních vzdušných hrozeb z různých zdrojů a různých dosahů, v pozemní i námořní variantě. Pozemní systém používá radary typu ELM-2138 MMR nebo ELM-2084 MMR (dle dosahu systému). Barak MX umožňuje integraci střel Barak různého typu:
- Barak MR – dosah 35 km, dostup 20 km
- Barak LR – dosah 70 km, dostup 20 km
- Barak ER – dosah 150 km, dostup 30 (35) km

Střely zvládají manévry do přetížení 50 g.
Uspořádání pozemního systému může být kontejnerového typu (kontejnery převozitelné nákladními automobily).

## Uživatelé
- Ázerbájdžán – Systém Barak 8 byl objednán roku 2011. V prosinci 2016 měl proběhnout první zkušební odpal.[2]

- Indie
  - Indické námořnictvo – Systém nasadilo na dvou torpédoborcích třídy Kolkata. Je součástí plánované výzbroje řady nových tříd válečných lodí – torpédoborců třídy Visakhapatnam, fregat třídy Nilgiri a letadlové lodě INS Vikrant.[2]
  - Indická armáda – Dne 6. dubna 2017 byla objednána pozemní verze systému. Plných operačních schopností má systém dosáhnout v letech 2022–2023.[2]

- Izrael
  - Izraelské vojenské námořnictvo – Navalizovanou verzi systému otestovalo na přestavěné korvetě Lahav třídy Sa'ar 5. Zatím není jasné, jestli budou podobně přestavěny dvě její sesterské lodě. Střely Barak 8 také ponesou čtyři korvety třídy Sa'ar 6.[4]

- Slovensko – Dne 4. října 2023 vláda Slovenské republiky rozhodla o záhajení jednání k akvizici první etapy palebných prostředků protivzdušné obrany. Na základě doporučení expertů Ministerstva obrany SR zahájil rezort jednání o nákupu jedné soupravy mobilního systému středního dosahu Barak MX.[5] V prosinci 2024 byla uzavřena smlouva na dodávku šesti souprav systému Barak MX v hodnotě 560 milionů Euro.[6]

## Potenciální uživatelé
- Maroko - podle údajů z izraelského webu Israel Defence vede Maroko s Izraelem jednání o získání systému Barak 8[7]

## Hlavní technické údaje
- Hmotnost: 275 kg (bojová hlavice 60 kg)
- Délka: 4,5 m
- Průměr 0,54 m
- Rychlost: 2 M
- Operační dolet: 60 km
- Výškový dosah: 16 km